# 山田作衛
山田 作衛（やまだ さくえ、1941年6月11日 - ）は、日本の物理学者。東京大学名誉教授。国際リニアコライダーの物理研究責任者。元KEK素粒子原子核研究所所長。

## 経歴
長野県長野市出身。長野県長野高等学校を経て、1964年東京大学理学部物理学科卒業。1969年、同大学院理学系研究科物理学専攻博士課程修了、理学博士。東京大学理学部助教授を経て、東京大学原子核研究所教授。小柴昌俊のもとで電子・陽電子衝突実験に従事。長年、DESY研究所の国際実験、HERAに貢献してきた。2007年より、国際リニアコライダーの物理研究責任者を担当している。2022年、瑞宝中綬章受章。

## 著書
- 『電気の謎をさぐる』 (本間三郎と共著 1994年、岩波新書)
- 『素粒子物理学講義』 (2022年、朝倉書店)